# Allium dolichovaginatum
Allium dolichovaginatum är en amaryllisväxtart som beskrevs av Reinhard M. Fritsch. Allium dolichovaginatum ingår i släktet lökar, och familjen amaryllisväxter.
Artens utbredningsområde är Iran. Inga underarter finns listade i Catalogue of Life.